# Francisco González Bocanegra
Pour les articles homonymes, voir Francisco González, González et Bocanegra (homonymie).
Francisco González Bocanegra (né le 8 janvier 1824 – mort le 11 avril 1861) était un poète lyrique, dramaturge, critique de théâtre et orateur,  mexicain qui est l'auteur des paroles de l'hymne national mexicain, écrites en 1853.
Il est le neveu de l'éphémère président par intérim José María Bocanegra.

## Biographie
Il est le fils du soldat espagnol José María González Yánez et de Mme Francisca de Bocanegra Villalpando, originaire de Zacatecas, sœur de José María Bocanegra, président par intérim du Mexique et adhérant au Plan d'Iguala. Il est né à San Luis Potosí, mais son père étant d'origine espagnole, il a été banni d'Espagne avec sa famille en 1827. Ils se sont installés à Valence jusqu'à ce que, le 28 décembre 1836, sa famille rentre à San Luis Potosí, au Mexique, où le jeune Francisco se consacre au commerce, trois ans après que l’Espagne ait reconnu l’indépendance du Mexique. Le 8 juin, il épouse sa cousine, Guadalupe González del Pino y Villalpando, et eu quatre filles.
Au Mexique, il fréquente des centres de rassemblement littéraire, tels que l’Académie du Latran, où il rencontre d’éminents poètes, écrivains et journalistes. Il quitte le métier pour entrer dans l'administration publique où il occupe différents postes. Il est administrateur général des routes, censeur de théâtre et rédacteur en chef du journal officiel du gouvernement suprême.
Séparé de sa famille, Francisco González Bocanegra tombe malade du typhus et meurt à Mexico le 11 avril 1861. Ses restes sont inhumés dans le panthéon de San Fernando, puis transférés dans la Rotonde des Personnes illustres (appelée à l'époque Rotonda de los Hombres Ilustres).

## Écriture de l'hymne national mexicain
Le 12 novembre 1853, le président Antonio López de Santa Anna a annoncé le lancement d'un concours pour écrire un hymne national pour le Mexique. Le concours offrait un prix pour la meilleure composition poétique représentant les idéaux patriotiques.
González a été annoncé vainqueur dans la publication du Journal officiel de la Fédération (DOF) le 3 février 1854.
En 1943, six des dix couplets de González sont retirés de l'hymne national officiel, laissant les chœurs et strophes 1, 5, 6 et 10.

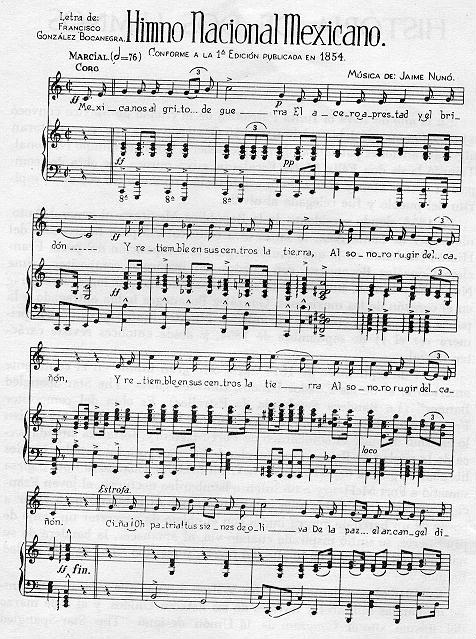
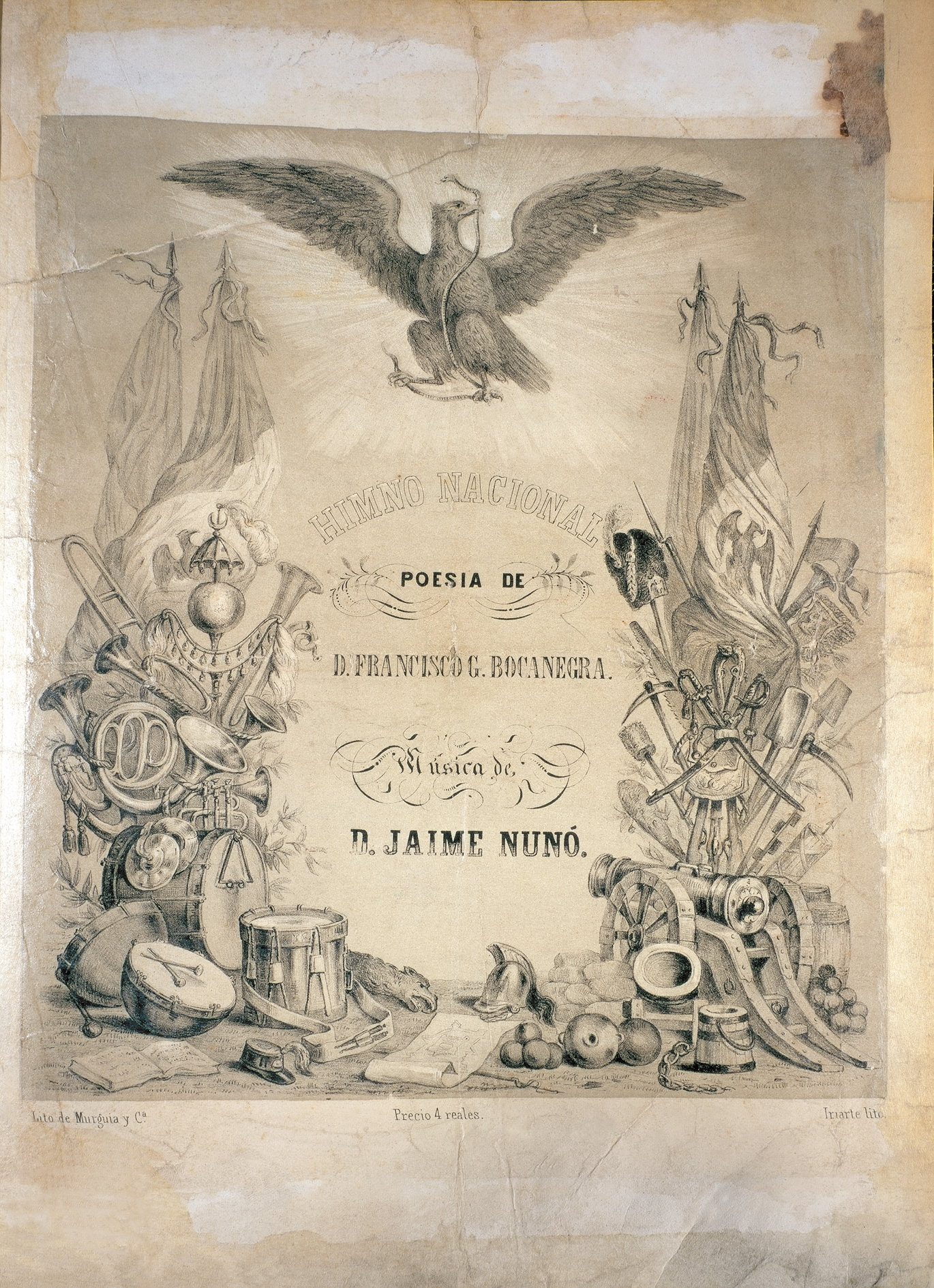